# Owen Bell
Owen Bell (sinh ngày 15 tháng 1 năm 1999) là một cầu thủ bóng đá người Scotland, thi đấu ở vị trí tiền vệ cho Queen of the South tại Scottish Championship.

## Sự nghiệp
Trước khi gia nhập Queen of the South năm 2012, Bell thi đấu cho Lochar Thistle Youths. Bell ra mắt cho Queens trong thất bại 1-0 trước Greenock Morton vào ngày 24 tháng 12 năm 2016. Hợp đồng của Bell hết hạn vào cuối tháng 5 năm 2018.
Vào ngày 13 tháng 1 năm 2018, Bell ghi bàn cho Queens ở phút thứ 85 trong chuyến làm khách trước Inverness Caledonian Thistle với thất bại 3-1.
Ngày 30 tháng 4 năm 2018, Bell gia hạn hợp đồng với Doonhamers đến cuối mùa giải 2018-19.

## Thống kê sự nghiệp
Tính đến 1 tháng 5 năm 2018
| Câu lạc bộ          | Mùa giải            | Giải vô địch | Giải vô địch | Cúp bóng đá Scotland | Cúp bóng đá Scotland | Cúp Liên đoàn | Cúp Liên đoàn | Challenge Cup | Challenge Cup | Tổng cộng | Tổng cộng |
| Câu lạc bộ          | Mùa giải            | Số trận      | Bàn thắng    | Số trận              | Bàn thắng            | Số trận       | Bàn thắng     | Số trận       | Bàn thắng     | Số trận   | Bàn thắng |
| ------------------- | ------------------- | ------------ | ------------ | -------------------- | -------------------- | ------------- | ------------- | ------------- | ------------- | --------- | --------- |
| Queen of the South  |                     |              |              |                      |                      |               |               |               |               |           |           |
| 2016–17             | 3                   | 0            | 0            | 0                    | 0                    | 0             | 0             | 0             | 3             | 0         |           |
| 2017-18             | 4                   | 1            | 0            | 0                    | 0                    | 0             | 0             | 0             | 4             | 1         |           |
| 2018-19             | 0                   | 0            | 0            | 0                    | 0                    | 0             | 0             | 0             | 0             | 0         |           |
| Tổng cộng           | 7                   | 1            | 0            | 0                    | 0                    | 0             | 0             | 0             | 7             | 1         |           |
| Tổng cộng sự nghiệp | Tổng cộng sự nghiệp | 7            | 1            | 0                    | 0                    | 0             | 0             | 0             | 0             | 7         | 1         |